# Hoán dụ

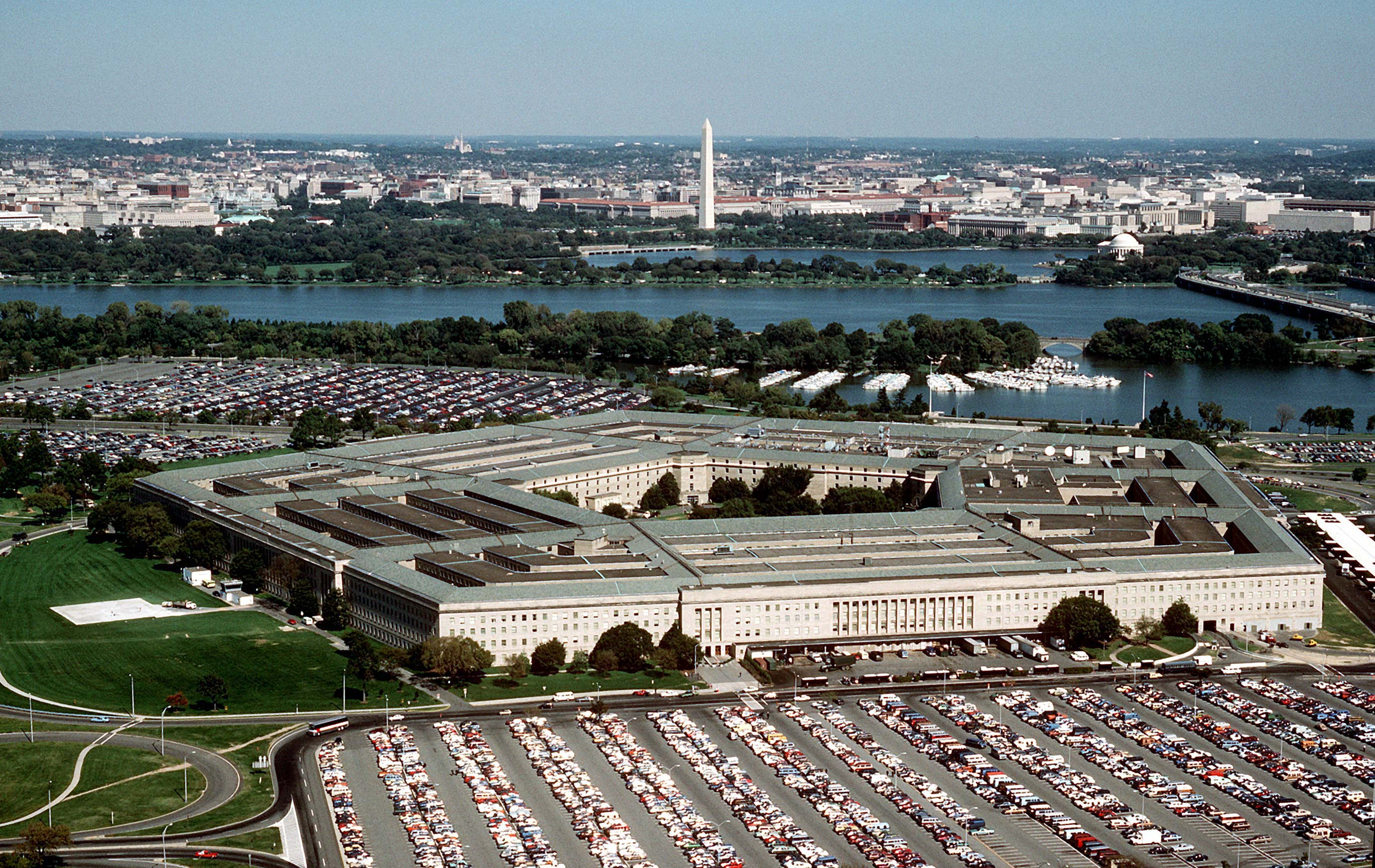
Lầu Năm Góc, tòa nhà trụ sở của Bộ Quốc phòng Hoa Kỳ, là một hoán dụ phổ biến dùng để chỉ quân đội Hoa Kỳ và giới lãnh đạo của nước này.

Hoán dụ (tiếng Anh: metonymy (/mɪˈtɒnɪmi, -nəmi, mɛ-/)) là một hình thái tu từ trong đó một khái niệm, hiện tượng hoặc sự vật được gọi bằng tên của một cái gì đó liên quan chặt chẽ với khái niệm, hiện tượng hoặc sự vật đó.
Hoán dụ gồm có 4 kiểu thường gặp:
- Lấy một bộ phận để gọi toàn thể.
- Lấy một vật chứa đựng để gọi một vật bị chứa đựng.
- Lấy dấu hiệu của sự vật để gọi sự vật.
- Lấy cái cụ thể để gọi cái trừu tượng.
  - Bộ phận và toàn thể.
  - Đồ vật và chất liệu.
  - Vật phẩm và người làm ra nó.

## Bối cảnh
Hoán dụ và các hình thái tu từ có liên quan rất phổ biến trong lời nói và văn viết hàng ngày. Synecdoche và metallicepsis được coi là loại hoán dụ cụ thể. Tính đa nghĩa đôi khi là kết quả của mối quan hệ hoán dụ. Cả hoán dụ và ẩn dụ đều liên quan đến việc gọi khái niệm này bằng tên của khái niệm khác.